# Pepsinites contentus
Cryptochilus contentus
Espèce
Synonymes
- †Cryptochilus contentus Théobald 1937

Pepsinites contentus est une espèce fossile d'insectes hyménoptères, de la famille des Pompilidae — des guêpes chasseuses d'araignées — (sous-famille des Pepsinae, tribu des Pepsini).

## Classification
L'espèce Pepsinites contentus est décrite en 1937 par le paléontologue français Nicolas Théobald (1903-1981) sous le nom Cryptochilus contentus,. 

### Fossiles
L'holotype Ni56 ♀, de l'ère Cénozoïque et de l'époque Éocène (38 à 33,9 Ma), vient des terrains sannoisiens de la formation de Célas dans le Gard, et est conservée dans les collections du musée de Nîmes.

### Étyomologie
L'épithète spécifique latine contentus signifie « contenu ».

## Description

### Caractères
Diagnose de Nicolas Théobald en 1937 :

« Bel insecte, couché sur le côté, à thorax et tête noirs, abdomen clair, ailes enfumées, pattes claires. Tête grosse, vue de trois quarts et d'en haut; yeux ovales, non échancrés; front noir, ocelles non visibles; antennes homonomes, articles cylindriques, 2 fois plus longs que larges; la base des antennes n'est pas visible; Thorax noir, ovale, nettement segmenté. Abdomen étranglé à l'avant, mais non pétiolé, très finement velu, coloration jaune pâle. segmentation visible (voir photo). Pattes longues, mais mal conservées. ailes bien développées, n'atteignant pas l'extrémité de l'abdomen; pilosité fine et serrée; nervation de Pompilide (v. figure). ».

### Dimensions
La longueur totale est de 25,5 mm, tandis que la longueur des ailes antérieures est de 14 mm.

### Affinités
« Par sa nervation, l'échantillon appartient certainement aux Pompilides ; la forme de la troisième cell. cubitale rappellle [sic] celle du g. Pseudagenia Köhl, mais sa taille est très supérieure aux espèces actuelles de ce genre. Il se rapproche le plus du g. Cryptochilus : C. pulchellus Eversmann, des régions méditerranéennes, a une grande taille, l'abdomen clair et couvert d'une fine ponctuation microscopique avec de gros points espacés. La nervation des ailes de notre échantillon n'est pourtant pas identique à celle de C. pulchellus. ».

## Biologie
« Les Cryptochylus chassent de grosses Lycoses. ».

## Galerie
- aile de Cryptochilus contentus en 1937 selon N. Th. et Pepsis formosa espèce cousine vivante
- Cryptochilus contentus aile de Ni56.
- Pepsis formosa espèce cousine vivante.

### Publication originale
- [1937] Nicolas Théobald, « Les insectes fossiles des terrains oligocènes de France 473 p., 17 fig., 7 cartes,13 tables, 29 planches hors texte », Bulletin Mensuel de la Société des Sciences de Nancy et Mémoires de la Société des sciences de Nancy, Imprimerie G. Thomas,‎ 1937, p. 1-473 (ISSN 1155-1119 et 2263-6439, OCLC 786027547). .